# Irma Salo Jæger
Irma Salo Jæger, född 13 december 1928 i Soini i Finland, är en finländsk-norsk konstnär.
Irma Salo Jæger är dotter till Pekka Salo och Tyyne Lång. Hon utbildade sig i konsthistoria vid Helsingfors universitet, med magisterexamen 1953, universitetet och konstakademin i München 1953–1954, åren 1954–1957 vid Statens håndverks- og kunstindustriskole i Oslo och vid Statens kunstakademi i Oslo 1958–1961.
Hon började med målning och arbetade på 1950- och 1960-talen ofta med palettkniv. Under 1970- och 1980-talen gjorde hon ett antal offentliga konstverk på sjukhus, skolor och i förorter till Oslo i trä, sten och glas. Hon fick sitt genombrott som målare vid en utställning i Kunstnerenes Hus i Oslo 1968.
Irma Salo Jæger var professor i måleri vid Statens kunstakademi 1986–1992. 
År 2008 fick hon Finlands Lejons orden och 2010 St. Olavs Orden för sina insatser för norsk bildkonst.
Hon gifte sig 1954 med den norska forskaren i optronik Tycho Jæger och har varit bosatt i Norge sedan dess.

## Offentliga verk i urval
- Den nemmelige skrift, aulan i Agder ingeniør- og distriktshøgskole i Grimstad
- Nordlys – sommer, vinter, skiffer och smaltomosaik, badhuset i Honningsvåg
- Gjenspeiling, 1973, tunnelbanestationen i Bøler i Oslo (nedmonterad 1990)